# Бакланове (зупинний пункт)
Бакланове — пасажирський залізничний зупинний пункт Київської дирекції Південно-Західної залізниці на лінії Чернігів — Ніжин.
Розташований поблизу села Бакланова Муравійка Чернігівському районі Чернігівської області між станціями Количівка (15 км) та Муравійка (5 км). Відкритий у 1930 р.
На Баклановому зупиняються лише приміські поїзди.

## Галерея

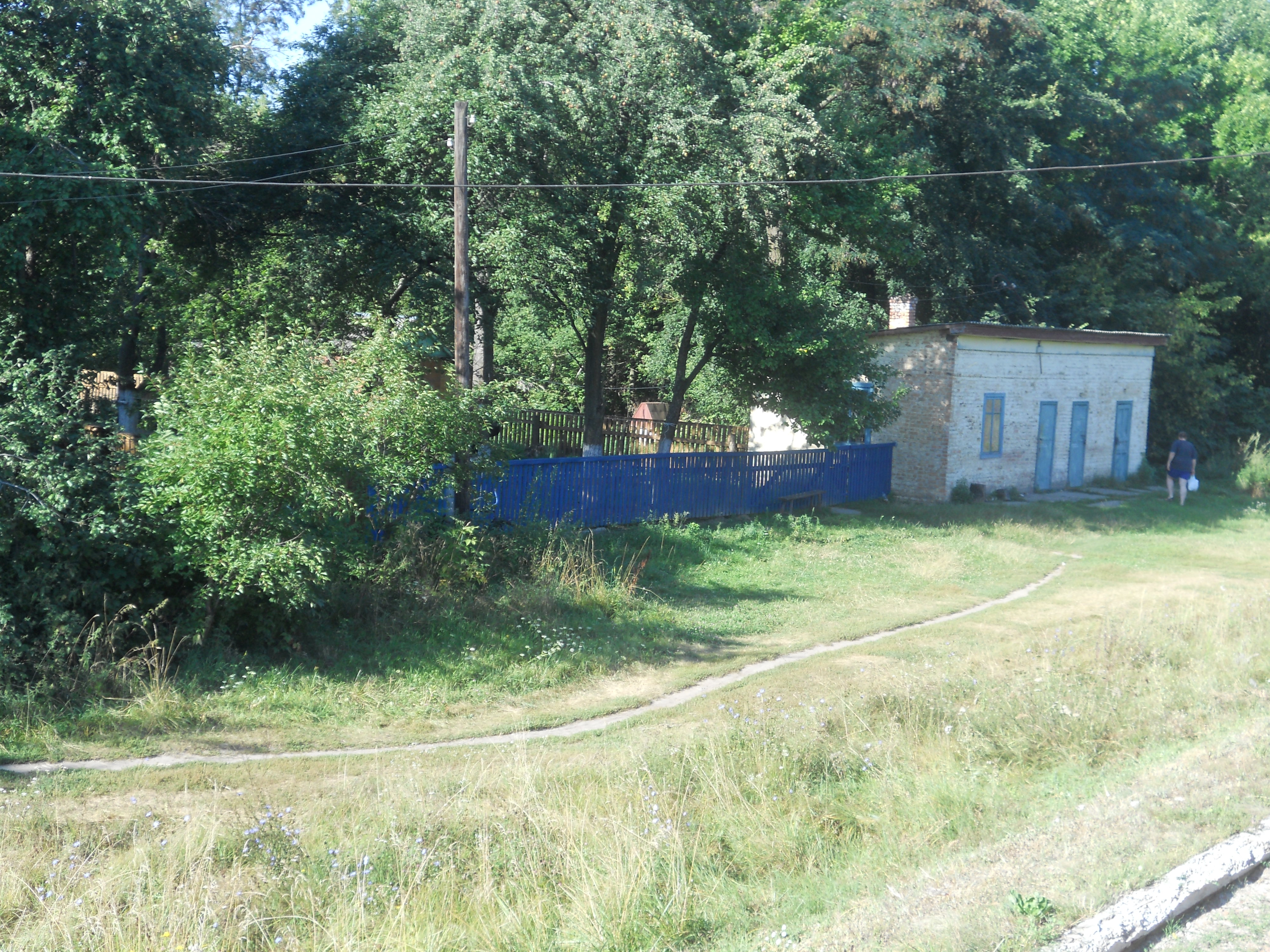
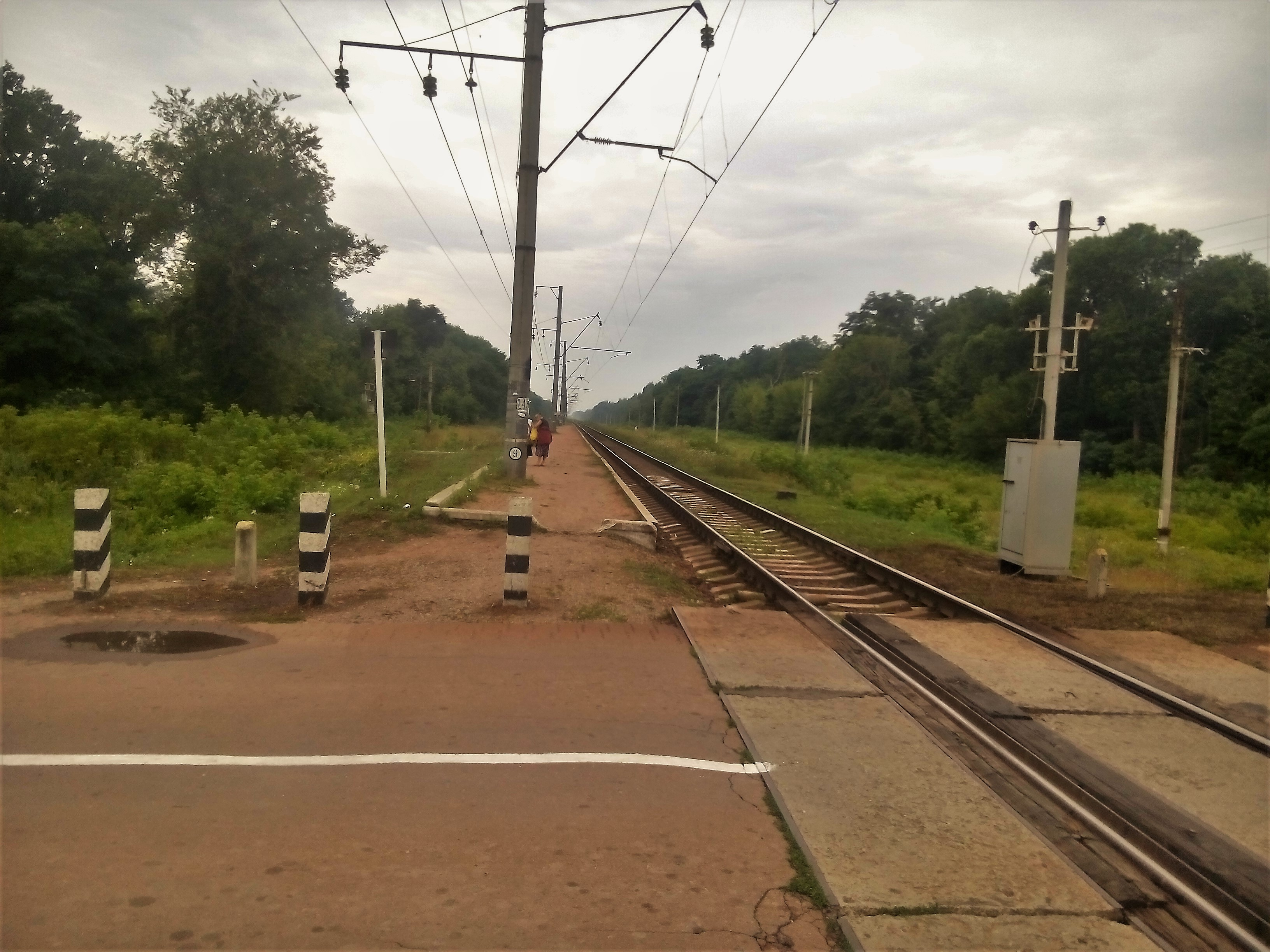
Посадочна платформа, 2017